# Heliconius seraphion
Heliconius seraphion är en fjärilsart som beskrevs av Gustav Weymer 1893. Heliconius seraphion ingår i släktet Heliconius och familjen praktfjärilar. Inga underarter finns listade i Catalogue of Life.